# Pere Bonnín Aguiló
Pere Bonnín Aguiló (sa Pobla, 1944) és un periodista, escriptor, poeta i traductor mallorquí, d'ascendència xueta. El 1971 es llicencià en filosofia i lletres per la Universitat de Barcelona i en periodisme el 1972 per l'Escola Oficial de Periodisme de Barcelona.
Com a periodista, comença com a corresponsal del diari Última Hora a sa Pobla, on va iniciar el costum de dedicar números extraordinaris a les festes de Sant Antoni i va emprendre la campanya per canviar el nom de La Puebla pel de sa Pobla. A Barcelona fou reporter d'El Correo Catalán (1966-69), redactor de la Gran Enciclopèdia Catalana (1968-71) i redactor en cap de Mundo Diario i del setmanari Mundo (1972-77). També col·laborà assíduament a les publicacions periòdiques en català com: Avui, Tele/Estel, Cort, Set dies i El Temps.
De 1978 al 1983 fou director de les delegacions de l'Agencia EFE a la República Federal Alemanya, a Viena, on també fou membre de l'Associació de Premsa Estrangera, i a l'ONU, a Nova York. És col·laborador de nombrosos diaris d'Espanya, Alemanya i Àustria, així com a Diario de Mallorca i a l'Última Hora. Entre els actes internacionals on ha estat present, cal destacar la invitació del Govern dels EUA als actes celebrats per commemorar el bicentenari de la seva fundació (1976). També ha estat hoste del governs de l'antiga República Federal Alemanya i de Bulgària en diverses ocasions.
És autor de gran quantitat de llibres de temàtica diversa (nazisme, biografies). Ha traduït de l'anglès Les planes misterioses de Jean M. Auel (1990), i de l'alemany, l'obra poètica i teatral de Ralph Günther Mohnnau (1993 i 98) entre d'altres. Amb Josep Moll ha traduït de l'alemany al català Die Balearen, de l'arxiduc Lluís Salvador d'Habsburg-Lorena. Ha donat conferències a l'Ateneu Barcelonès, a la Universitat de Bonn i a la Biblioteca Nacional de Madrid. El 2004 va rebre el Premi Ramon Llull i el 2011 l'Escut d'Or de Sa Pobla. També va rebre la medalla de la Confederació Mundial Menorah.

## Obres
- Así hablan los nazis (1973)
- Los pobres jueces de la democracia (1985)
- Cómo hacer un bebé sin esfuerzo (1986)
- L'ou com balla (1989)
- Ramon Margalef, ecòleg (1994)
- Fèlix Serratosa, químic (1995),
- Los últimos dias de Hitler (1995)
- Jordi Sabater Pi, etòleg (1996)
- Sangre judía (1998)
- Manuel Cardona i Castro, fisic (1998).
- Eva Braun i Adolf Hitler (1999)
- Ombres de marjal (2000)
- Adolfo Suárez, amb CharlesPowell, (2004)
- Contra vent i corrent (2006)
- L'arrel de l'infinit (2008)
- Sangre judía 2 (2010)
- Gegen Wind und Strömmung (2011)
- El Teix. Testimoni de les cabòries mallorquines (2012)
- La Seu plena d'ous (2022)

## Distincions
- Membre de la Junta Directiva de l'Associació de Premsa Estrangera a Viena el 1982.
- Premi Siurell de Plata del diari Ultima Hora el 1997.
- Premi Ramon Llull en 2004
- Escut d'Or de Sa Pobla 2011
- Reconeixement de la Fundació ACA 2013
- Medalla de la Confederació Mundial Menorah